# De mens Jan Postma
De mens Jan Postma is een hoorspel van Dick Walda. De VARA zond het uit op zaterdag 2 mei 1970. De regisseur was Ad Löbler. De uitzending duurde 63 minuten.

## Rolbezetting
- Frans Somers (Jan Postma)
- Eva Janssen (Annie Klein)
- Hans Veerman (Barend de Haan)
- Jan Wegter (Linze Stroo)
- Jan Borkus & Floor Koen (de rechercheurs Molles & Kuiper)
- Paul van der Lek (de stem van een vriend)
- Willy Ruys (de stem van het verraad)
- Huib Orizand (Kriminalsekretär Wehner)
- Robert Sobels (Landesgerichtdirektor Meyer)
- Hans Karsenbarg (Staatsanwalt Münchhof)
- Tine Medema (Hilda)
- Bob Goedhart (Sturmscharführer Schultz)
- Harry Bronk (voorlezer van de berichten)

## Inhoud
Dit is een documentair hoorspel over een grote man in het Nederlandse verzet tegen de Duitsers, geschreven aan de hand van documenten en brieven uit het bezit van het Rijksinstituut voor Oorlogsdocumentatie. De in 1895 geboren Jan Postma was een ultra links Amsterdammer. Hij begon als lid van de anarchistische jeugdorganisatie. Hij was toen negentien, Later, in 1925, werd hij communist. In november 1943 wordt hij in Amsterdam door de Sicherheitsdienst gearresteerd, omdat hij lid is van de verboden Communistische Partij en verdacht wordt van sabotage. Tijdens het verhoor door Kriminalsekretar Wehner wordt Postma gruwelijk mishandeld door de collaborateurs Molles en Kuiper. Hij bekent uiteindelijk zijn verzetsdaden, maar namen van anderen weigert hij te noemen. Daarop wordt getransporteerd naar het concentratiekamp in Vught. Het verzet probeert hem daar nog te bevrijden, maar dat mislukt. Tijdens de rechtszaak tegen Postma wordt hij tot de doodstraf veroordeeld…